# Toby Roberts
Toby Roberts (født 2005) er en britisk sportsklatrer.
Han repræsenterede Storbritannien ved sommer-OL 2024 i Paris, hvor han vandt guld i den kombinerede disciplin.